# Ronde van Madrid 2009
De Ronde van Madrid 2009 was de 23e editie van deze wielerwedstrijd die als meerdaagse koers werd verreden in de Autonome Regio Madrid in Spanje. Het algemeen klassement werd gewonnen door Héctor Guerra, Francisco Ventoso won het puntenklassement, Oscar Sevilla het bergklassement en Caisse d'Epargne het ploegenklassement. Deze wedstrijd maakt deel uit van de UCI Europe Tour 2009. 

## Etappe-overzicht
| Etappe    | Datum   | Start         | Finish        | afstand     | Winnaar           | Ploeg               | Leider        |
| --------- | ------- | ------------- | ------------- | ----------- | ----------------- | ------------------- | ------------- |
| 1e etappe | 17 juli | Madrid        | Madrid        | 8.1 km (IT) | Héctor Guerra     | Liberty Seguros     | Héctor Guerra |
| 2e etappe | 18 juli | Coslada       | Coslada       | 180 km      | Francisco Ventoso | CarmioOro - A-Style | Héctor Guerra |
| 3e etappe | 19 juli | San Sebastián | San Sebastián | 154 km      | David Herrero     | Xacobeo-Galicia     | Héctor Guerra |

## Eindklassement
| Ronde van Madrid 2009 |                        |                  |          |
| Plaats                | Naam                   | Ploeg            | Tijd     |
| Gele trui             | Héctor Guerra          | Liberty Seguros  | 8u01'11" |
| 2                     | Alejandro Valverde     | Caisse d'Epargne | +00' 23" |
| 3                     | Xavier Tondó           | Cervélo          | +00' 25" |
| 4                     | Oscar Sevilla          | Rock Racing      | +00' 27" |
| 5                     | David Herrero          | Xacobeo-Galicia  | +00' 34" |
| 6                     | Jesús del Nero         | Fuji-Servetto    | +00' 35" |
| 7                     | José Enrique Gutiérrez | Rock Racing      | +00' 37" |
| 8                     | José de Segovia        | Xacobeo-Galicia  | +00' 38" |
| 9                     | Francisco Mancebo      | Rock Racing      | +00' 39" |
| 10                    | Francisco Pérez        | Caisse d'Epargne | +00' 40" |

1983 · 1984 · 1985 · 1986 · 1987 · 1988 · 1989 · 1990 · 1991 · 1992 · 1993 · 1994 · 1995 · 1996 · 1997 · 1998 · 1999 · 2000 · 2001 · 2002 · 2003 · 2004 · 2005 · 2006 · 2007 · 2008 · 2009 · 2010 · 2011 · 2012 · 2013 · 2014 · 2015 · 2016 · 2017 · 2018 · 2019